# Le Gala des orphelins
Pour plus de détails, voir Fiche technique et Distribution.
Le Gala des orphelins ou Mickey bienfaiteur (Orphan's Benefit) est un dessin animé de Mickey Mouse produit par Walt Disney pour United Artists et sorti le 11 août 1934. C'est la première apparition de Donald Duck aux côtés de Mickey Mouse.
Le film a été colorisé et est ressorti en 1941 sous le même titre en anglais, Orphan's Benefit, mais sous le titre Mickey bienfaiteur en France, sans réelle explication.

## Synopsis
Mickey décide d'organiser un gala pour les orphelins. Après plusieurs tentatives de déclamations de poésie par Donald (les enfants rient et s'amusent comme des fous), Clarabelle, Dingo et Horace entament une danse qui s'avère acrobatique. Ensuite, Mickey accompagne au piano le tour de chant de Clara Cluck. Donald revient sur scène et est la cible de divers projectiles envoyés par les fort turbulents spectateurs avant que le rideau ne se ferme.

## Fiche technique
- Titre original : Orphan's Benefit
- Autres titres[1] :
  - France : Le Gala des orphelins, Mickey bienfaiteur
- Série : Mickey Mouse
- Réalisateur : Burt Gillett
- Animateur : Johnny Cannon, Norman Ferguson, Ward Kimball, Dick Lundy
- Voix originales : Pinto Colvig (Dingo), Walt Disney (Mickey), Florence Gill (Clara Cluck), Clarence Nash (Donald)
- Producteur : Walt Disney, John Sutherland
- Distributeur : United Artists
- Date de sortie :
  - États-Unis : 11 août 1934[2]
- Format : Noir et Blanc - 1,37:1 - Mono RCA Photophone
- Durée : 8 min
- Pays de production :  États-Unis

## Voix françaises
- Jean-Paul Audrain : Mickey Mouse, les orphelins (copié dans la version de 1941)
- Sylvain Caruso : Donald Duck (copié dans la version de 1941)

## Commentaires
Le film a été repris en couleur, avec certaines scènes retravaillées, et ressorti le  12 août ou 22 août 1941 sous le nom Mickey bienfaiteur.